# Cyrus Frisch
Pour les articles homonymes, voir Frisch.
Cyrus Frisch, né à Amsterdam en 1969, est un réalisateur avant-gardiste hollandais. Il a été surnommé « l’enfant sauvage du cinéma hollandais » par le Magazine Filmmaker.
Selon Hollande Film, Frisch est l’un des réalisateurs les plus audacieux travaillant actuellement en Hollande. Son premier long-métrage intitulé Forgive me (Pardonnez-moi), envisagé comme un brûlot critique de la culture de la télé-réalité, qui fut présenté en avant-première au Festival international du film de Rotterdam (2001), lui permit de s’affirmer immédiatement comme un réalisateur controversé.
C’est Frisch lui-même qui incarne le personnage principal du film, un réalisateur diabolique sans aucune barrière morale qui cherche à faire le film le plus excitant possible. Les acteurs sont de vrais parias et handicapés mentaux. Frisch est aussi connu pour avoir fait le premier film de fiction réalisé avec un téléphone portable, Why Didn't Anybody Tell Me It Would Become This Bad in Afghanistan (« Pourquoi personne ne m’a dit que ça deviendrait si grave en Afghanistan »), qui a été présenté à de nombreux festivals du film : le Festival du Film International 2007, Rotterdam 2007, Tribeca Film Festival 2007, le Festival International du Film de San-Francisco, Pesaro 2007 et plusieurs autres. Selon le magazine hollandais Trouw, Frisch dénonce avec ce film la folie de la société occidentale actuelle de la même manière que Polanski le faisait dans les années 1960 avec Répulsion. Dans la revue Film Comment (mars-avril 2010), Olaf Muller explique que le film « représente l’hébétude qui nous caractérise comme civilisation ». The Guardian écrit que Frisch est une célébrité aux Pays-Bas, connu pour aborder des sujets difficiles (4 février 2007).
Après avoir obtenu son diplôme de l’Académie du Film Hollandais, il a été nommé en 1992 pour les Grolsch Award, l’une des récompenses les plus prestigieuses aux Pays-Bas.
En 2009, Frisch termine Dazzle (« Oogverblindend ») qu’il avait commencé à tourner 15 ans plus tôt, avec la célèbre actrice néerlandaise Georgina Verbaan et Rutger Hauer en personnage principal. Eric Kohn décrit dans Indiewire Dazzle comme un superbe défi cinématographique: un thriller rappelant  Répulsion avec l’esthétique d’un documentaire de Chris Marker. Selon le catalogue du festival du film de Tribeca, Frisch crée dans Dazzle sa propre vision, unique, de ce qu’est le cinéma engagé. Dazzle est aussi le premier film que Rutger Hauer tourne dans son pays natal en 29 ans.
Cyrus Frisch est également connu en tant que dramaturge. Gharb, « une pièce courte, explosive et acérée » (L’étape, 15/10/2004), a été jouée en plusieurs langues en Hollande, en France, en Autriche et en Angleterre en 2004.
Il a été surnommé « Cyrus le Grand ».

## Filmographie
Les noms utilisés sont les noms néerlandais.
- 1990 : De K van Maria (court-métrage)
- 1991 : Welcome 1 (court-métrage)
- 1992 : Welcome 2 (court-métrage)
- 1992 : Screentest (court-métrage)
- 1993 : Zelfbeklag (film experimental)
- 1995 : Live experimenteren (documentaire)
- 1996 : Ik zal je leven eren (court documentaire)
- 1996 : Geen titel (documentaire)
- 2001 : Vergeef me
- 2007 : Waarom heeft niemand mij verteld dat het zo erg zou worden in Afghanistan
- 2008 : Blackwater Fever
- 2009 : Oogverblindend